# Joke Muyiwa
Vous pouvez aider à l'améliorer ou bien discuter des problèmes sur sa page de discussion.
- Son texte doit être wikifié : il ne correspond pas à la mise en forme Wikipédia (style, typographie, liens internes, liens entre les wikis, etc.). (Marqué depuis juin 2024)
- Sa typographie ne respecte pas les conventions de Wikipédia. Vous pouvez solliciter de l’aide de l’Atelier typographique. (Marqué depuis juin 2024)
- Il est orphelin : moins de trois articles lui sont liés. Aidez à ajouter des liens en plaçant le code [[Joke Muyiwa]] dans les articles relatifs au sujet. (Marqué depuis juin 2024)

Joke Muyiwa, née le 21 mars 1963 est une actrice nigériane, cheffe honoraire, titulaire d'un doctorat et conférencière. Elle enseigne au département des arts du spectacle de l'Université Olabisi Onabanjo. En 2018, Joke Muyiwa a reçu le titre de cheffe de Yeye Asa d'Ago Iwoye par HRM Oba Ebumawe d'Ago Iwoye.

## Jeunesse et carrière
Joke Muyiwa est née le 21 mars 1963 à Abeokuta dans l'État d'Ogun. Elle a fait ses études primaires à l'école du couvent du Sacré-Cœur et pour l'école secondaire, elle a fréquenté la Baptist Grammar School, toutes deux à Ibadan, dans l'État d'Oyo. Pour l'université, Joke Muyiwa a fréquenté l'Université Obafemi-Awolowo où elle a obtenu un baccalauréat ès arts (BA Hons) en arts dramatiques. Elle a obtenu une maîtrise en arts du théâtre de l'Université d'Ibadan. En décembre 2020, après de nombreuses années de carrière d'enseignante, Muyiwa a obtenu un doctorat (Ph.D.) de l'Université Redeemers.
Muyiwa a plus de 40 ans d'expérience d'acteur. Elle a commencé sa carrière d'actrice à la Nigerian Television Authority (NTA), à Ibadan, avant de se rendre au Théâtre des arts du spectacle de l'Université d'Ibadan et plus tard à la Compagnie de théâtre de l'Université Obafemi-Awolowo. Depuis lors, Muyiwa est apparu dans de nombreuses pièces de théâtre, séries télévisées et films.
Joke Muyiwa a commencé à enseigner entre 2002 et 2003 à l'Université d'État de Lagos avant de rejoindre l'Université Olabisi Onabanjo où elle enseigne depuis plus de 14 ans. Elle a été chef du département des arts du spectacle de l'Université Olabisi Onabanjo. Elle est l'une des ambassadrices dévoilées par Capital Sage Holdings.

## Vie privée
Joke Muyiwa est mère et grand-mère. Elle a eu deux fils mais en a perdu un en bas âge. Son premier fils est Abayomi "Thespis" Ayeni, musicien. Elle est devenue grand-mère en mars 2020.

## Prix et reconnaissances
- Prix de la meilleure actrice principale dans un film yoruba aux Best of Nollywood Awards 2013 pour son rôle dans Ayitale, produit et réalisé par Adebayo Salami[9].
- Prix de la meilleure actrice dans un second rôle aux Yoruba Movie Academy Awards 2014 pour son rôle dans Ayitale.[10]
- Nommée dans la catégorie Meilleure actrice dans un second rôle (Yoruba) aux Best of Nollywood Awards 2015 pour son rôle dans Ayo Mi[11].
- Elle a remporté les Movie Matriarch Recognition Awards aux City People Movie Awards 2018[12].

## Filmographie sélectionnée
- Hirondelle (2021)[13]
- Château d'amour (2021)[14]
- The Mystic River - Une série nigériane (2021)[15]
- Ayomi (2015)[16]
- Bière Obinrin (2009)
- Le chemin étroit (2006)
- Afonja (2002)[17]